# كريستيان إم. داهل
كريستيان إم. داهل هو سياسي أمريكي، ولد في 21 أغسطس 1856، وتوفي في 4 أغسطس 1923. نشط حزبياً في الحزب الجمهوري.